# Партия украинских работающих Румынии
Партия украинских работающих Румынии (укр. Партія українських працюючих Румунії, рум. Partidul muncitorilor ucrainieni din România), также известная как «Визволення» («Освобождение»; рум. Vîzvolenia), — левая политическая организация в межвоенной Румынии, действовавшая в основном в Северной Буковине. 
Выступала в защиту прав трудящихся и национальных меньшинств, за аграрные преобразования и национализацию промышленности, а также добивалась присоединения тех территорий Румынии, где большинство составляли украинцы, к соседней Советской Украине.
Создана в 1929 году членами подпольной Коммунистической партии Буковины (с 1926 года — составляющей Румынской коммунистической партии) и значительной частью украинской секции Интернациональной социал-демократической партии, партия «Визволення» на протяжении всего своего существования была связана с Рабоче-крестьянским блоком — легальной организацией запрещённой компартии.
Несмотря на притеснения со стороны румынских властей, партия была в состоянии добиться некоторого успеха на рубеже 1920—1930-х годов, в том числе избрать на выборах одного из своих членов в парламент Румынии по списку Блока.
Однако вскоре последовали репрессии и запрет партии, большинство руководителей которой отправили в тюрьму. Находясь в подполье, организация в конечном итоге была расформирована в 1934 году.